# ناحیه فارمینگ، شهرستان استیرنز، مینه سوتا
ناحیه فارمینگ (به انگلیسی: Farming Township) یک منطقهٔ مسکونی در ایالات متحده آمریکا است که در شهرستان استیرنز، مینه‌سوتا واقع شده‌است.
 ناحیه فارمینگ ۱۰۰٫۸ کیلومتر مربع مساحت و ۹۸۷ نفر جمعیت دارد و ۳۶۳ متر بالاتر از سطح دریا واقع شده‌است.